# Gerard Joseph Hanna
Gerard Joseph Hanna (* 22. Dezember 1941 in Armidale) ist ein australischer Geistlicher und emeritierter römisch-katholischer Bischof von Wagga Wagga.

## Leben
Der Bischof von Armidale, Henry Joseph Kennedy, weihte ihn am 28. Juni 1969 zum Priester.
Papst Johannes Paul II. ernannte ihn am 5. Februar 2002 zum Bischof von Wagga Wagga. Der Erzbischof von Canberra und Goulburn, Francis Patrick Carroll, spendete ihm am 15. Mai desselben Jahres die Bischofsweihe; Mitkonsekratoren waren George Pell, Erzbischof von Sydney, und Luc Julian Matthys, Bischof von Armidale.
Papst Franziskus nahm am 12. September 2016 seinen Rücktritt an.